# Lom nad Rimavicou
Lom nad Rimavicou je obec na Slovensku v okrese Brezno.
Obec leží na pomezí pohoří Poľana a Veporských vrchů. Na západě sousedí s CHKO Poľana. S nadmořskou výškou 1015 m n. m. se řadí mezi nejvýše položené obce Slovenska mimo podtatranskou oblast. Nedaleko obce pramení řeky Rimavica, Ipeľ a Slatina.